# Перловский, Виктор Викторович
Виктор Викторович Перловский ( — ?) — горный инженер, горный начальник Олонецких заводов, изобретатель. Действительный статский советник.

## Биография
Родился 26 августа 1843 года[по какому календарю?] в семье чиновника.
Окончил Санкт-Петербургский институт корпуса горных инженеров в чине поручика в 1862 году.
Направлен на Олонецкие заводы, с 1863 года был смотрителем заводских производств и цехов.
Командировался в Швецию, на Урал, в Нижегородскую губернию для изучения производства орудий и снарядов.
В 1865 году был назначен управляющим Валазминским заводом. С 24 ноября 1875 г. — исправляющий должность начальника Олонецких горных заводов. С 1876 по 1889 гг.- начальник Олонецких горных заводов, в 1883 году был также управляющим Александровского завода.
В. В. Перловский произвёл одно из первых испытаний шунгита приборами Александровского завода.
Действительный член Олонецкого губернского статистического комитета, член правления Олонецкого окружного общества спасания на водах.
Разработал проект первой электростанции в Петрозаводске, который не был осуществлен.
В 1882 г. В. В. Перловский изобрел водный велосипед, который в 1888 г. лично представил в действии в Петергофской гавани императору Александру III, который приобрел его для своих детей и членов семьи В дальнейшем Перловский усовершенствовал свой велосипед, превратив его в амфибию, способную передвигаться, как по воде, так и по земле.
В 1898 г. — управляющий нефтепромыслами Товарищества братьев Нобель, член строительного комитета храма во имя Преподобного Макария Египетского в Баку
Был женат на Ольге Максимовне (?-1894).

## Награды
- Орден Св. Станислава 3-й степени (1867)
- Орден Св. Анны 3-й степени (1869)
- Орден Св. Станислава 2-й степени (1874)
- Орден Св. Анны 2-й степени (1877)
- Орден Св. Владимира 4-й степени (1888)[12]

## Сочинения
- О производстве водо и газпроводных чугунных труб на заводах Шотландии — [Санкт-Петербург]: типография и хромолитография А. Траншеля, [1881]. — 36 с.
- Рудоносные озера Онежско-Сегозерского бассейнов Олонецкой губернии и план их эксплоатации / [Горн. инж. В. Перловский]. — [Санкт-Петербург]: типография А. М. Вольфа, 1891. — 25 с.